# Brisbane Bears
Dernière mise à jour : 5 mai 2010.
Les Brisbane Bears, surnommé « The Bears », est un ancien club de football australien évoluant dans l'Australian Football League (AFL) et basé à Brisbane dans l'État du Queensland. Le club n'a jamais remporté l'Australian Football League. Sa meilleure performance restant sa dernière année avec une troisième place lors de la saison régulière et une finale préliminaire perdue contre le North Melbourne FC, champion cette année-là.
Il est créé en 1986 dans l'objectif de développer le football australien hors de l'État de Victoria. Dans les années 1990, le Fitzroy FC, autre club de l'ARL, a de grandes difficultés financières et doit trouver un autre club pour fusionner et donner naissance à une nouvelle franchise. Les Brisbane Bears ont également des difficultés financières, notamment en raison de sa position géographique dans une région peu acquise au football australien. Les deux clubs décident donc de fusionner pour donner naissance aux Brisbane Lions